# Besenginster-Rotbandspanner
Der Besenginster-Rotbandspanner (Rhodostrophia calabra), auch Besenginster-Rotrandspanner oder Gelblicher Rotbandspanner genannt, ist ein Schmetterling (Nachtfalter) aus der Familie der Spanner (Geometridae).

## Merkmale
Die männlichen Falter erreichen eine Flügelspannweite von 28 bis 33 Millimetern; die Weibchen sind mit 28 bis 35 Millimetern geringfügig größer. Die Grundfarbe ist ocker oder hellbraun mit einem leichten Olivton, wobei die Hinterflügel zum Costalrand hin deutlich heller werden. Die Zeichnungselemente sind purpurrot, bei der Unterart separata auch braunrot. Die innere Querlinie ist auf dem Vorderflügel deutlich entwickelt; sie fehlt aber auf den Hinterflügeln. Etwa an Stelle der äußeren Querlinie ist eine Querbinde ausgebildet, deren distale und proximale Begrenzung fast immer deutlich und sehr scharf ausgebildet ist. Allerdings kann der Zwischenraum in der Grundfarbe gehalten oder völlig mit Purpurrot gefüllt sein. Die innere Querlinie ist regelmäßig gebogen, die äußere Querbinde ist dagegen oft leicht gewellt oder leicht gezackt. Saumlinie und die Fransen sind ebenfalls purpurrot, gelegentlich dehnt sich der purpurfarbene Bereich noch auf das distale Saumfeld aus. Diskalflecke fehlen meist bei der Nominatunterart, sind jedoch bei den beiden anderen Unterarten meist vorhanden.
Das längliche Ei ist zunächst bläulich und färbt sich später rötlich.
Die Raupe ist verhältnismäßig sehr schlank und verjüngt sich noch etwas zum Vorderende hin. Die Segmente sind relativ lang. Sie ist blaugrau, braungrau bis gelbbraun gefärbt. Die dunkle Rückenlinie ist durch hellere Flecke aufgelockert. Die Oberseite weist kleine, hell gefärbte Warzen auf, die mit kurzen schwarzen Borsten besetzt sind.
Die Puppe ist relativ schlank und gelbbraun gefärbt. Sie besitzt hellgelbe Flügelscheiden und eine dunkle Rückenlinie.

## Geographische Verbreitung
Der  Besenginster-Rotbandspanner ist überwiegend in Südeuropa heimisch. Das Verbreitungsgebiet zieht sich von der Iberischen Halbinsel im Westen, neben einem kleinen isolierten Vorkommen in Nordafrika (Marokko), über Südfrankreich, die West- und Südalpen, Italien (mit Ausnahme der Poebene), die östliche Adriaküste bis auf die südliche Balkanhalbinsel. In Mitteleuropa gibt es nur einige isolierte Vorkommen in Mittelfrankreich und in Rheinland-Pfalz. Sie fehlt auf den größeren Mittelmeerinseln (Korsika, Sardinien, Balearen, Sizilien und Kreta). Auf dem Balkan ist ebenfalls ein isoliertes Vorkommen nördlich davon im Grenzgebiet Nordbulgarien/Serbien bekannt. Ein größeres, disjunktes Vorkommen findet sich an der östlichen Schwarzmeerküste der Türkei und dem Kaukasusgebiet. Auf der Iberischen Halbinsel und in Nordafrika wird die Nominatunterart durch die Unterart Rhodostrophia calabra separata vertreten. Die Falter dieser Unterart sind im Durchschnitt etwas kleiner. Die Grundfarbe ist heller und die Zeichnungselemente sind eher braunrot als purpurfarben. Im Kaukasusgebiet und in der östlichen Türkei tritt statt der Nominatunterart die Unterart Rhodostrophia calabra transcaucasica auf. Sie besitzt immer deutliche Diskalflecke.

## Lebensraum
Die Art kommt nur in trockenwarmen Habitaten vor. In den Mittelmeerländern ist dies z. B. die Macchie, lockere Eichenwälder mit reichlich Ginsterbüschen. In der Vertikalen kommt die Art von Meereshöhe bis in etwa 1000 Meter Höhe vor, ausnahmsweise auch bis 1600 Meter. Auf der Iberischen Halbinsel steigt die Unterart Rh. calabra separata bis auf 2000 Meter an.

## Lebensweise
Der Besenginster-Rotbandspanner ist univoltin, das heißt, es wird nur eine Generation pro Jahr gebildet. Die Falter fliegen von Mitte Mai bis Ende Juni, in den tieferen Gebieten der Iberischen Halbinsel bereits am Mitte April, und in den Süd- und Westalpen oft erst Ende Mai bis Ende Juli. Die Falter sind tag- und nachtaktiv. Sie können, wenn sie ruhen., leicht aufgescheucht werden.
Die Raupen fressen vor allem an Hülsenfrüchtlern (Fabaceae). Nachgewiesen als Raupennahrungspflanzen sind: Besenginster (Cytisus scoparius), Ginster (Genista), hauptsächlich Färber-Ginster (Genista tinctoria),  Backenklee (Dorycnium), Skabiosen (Scabiosa), Ampfer (Rumex), Vogelknöteriche (Polygonum), Thymiane (Thymus) und Meier (Asperula). Die Raupe überwintert, die Verpuppung erfolgt im Frühjahr in einem leichten Gespinst.

## Systematik
Die Art wurde 1786 von Vincenzo Petagna unter dem Binomen Phalaena calabra erstmals wissenschaftlich beschrieben. Später wurde die unter noch unter den Namen Phalaena trifasciata Cyrillo, 1787, Aspilates taeniaria Freyer, 1834 und Rhodostrophia calabraria var. muscosa Bastelberger, 1908 beschrieben, die damit jüngere Synonyme sind. Derzeit werden drei Unterarten unterschieden: die nominotypische Unterart Rhodostrophia calabra calabra Petagna, 1786, Rhodostrophia calabra transcaucasica Prout, 1920 (im Kaukasusgebiet und östliche Schwarzmeerküste der Türkei) und Rhodostrophia calabra separata Prout, 1935 (Iberische Halbinsel).

## Gefährdung
Die Art ist in Deutschland stark gefährdet. Allerdings war sie wahrscheinlich schon immer relativ selten und auf Rheinland-Pfalz beschränkt. Die früher gemeldeten Vorkommen in Baden-Württemberg haben sich als Fehlbestimmungen erwiesen.